# Maarssen
Maarssen là một đô thị ở tỉnh Utrecht, Hà Lan, dọc theo sông Vecht.

## Các trung tâm dân số
Đô thị Maarssen bao gồm các thị xã, thị trấn và làng: Maarssen, Maarssenbroek, Maarssen-dorp, Maarsseveen, Molenpolder, Oud-Maarsseveen, Oud-Zuilen, Tienhoven.

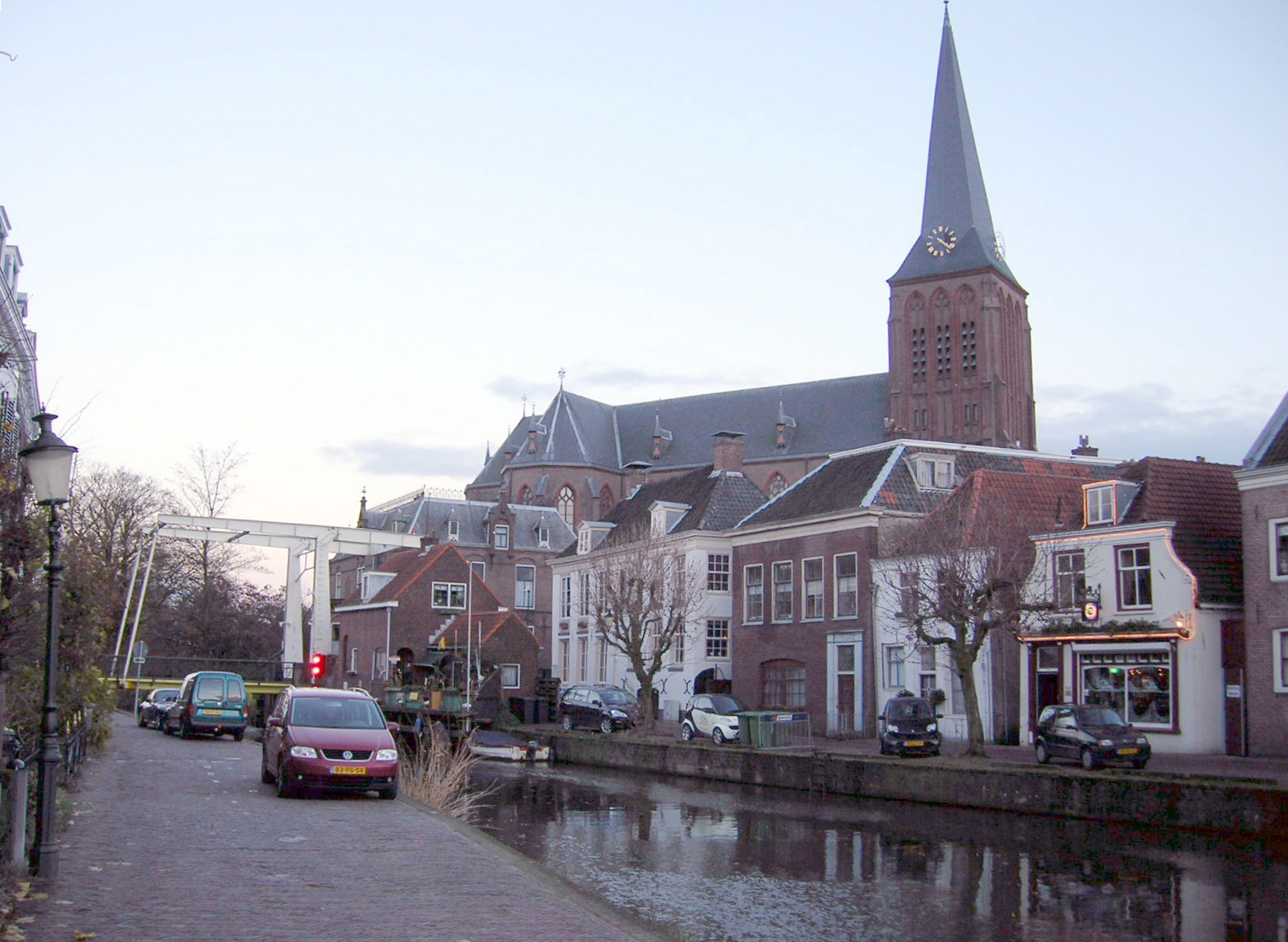
Maarssen-dorp